# 中央軍事委員会政治工作部
中央軍事委員会政治工作部 (ちゆうおうくんしいいんかいせいしこうさくふ、中国語:中央军委政治工作部) は、中華人民共和国の最高軍事機関である中華人民共和国中央軍事委員会（CMC）の下に配置され、軍隊内での政治教育やイデオロギーの指導、軍のモラルや規律の維持、党の指導のもとでの軍隊の政治的な安定性を確保する組織である。

## 概要
中央軍事委員会政治工作部（以下、政治工作部）は中国人民解放軍の中央軍事委員会に属し、軍隊内での政治的な活動を担当している。
政治工作部は軍の政治部門の中で最も高位に位置し、中央軍事委員会の指導の下、全軍の政治工作を統括している。
主に党のイデオロギーと方針に基づく軍隊内での政治教育、モラルや規律の維持、軍人の思想政治工作、戦時・平時の指導力強化などを遂行している。
党の指導のもと、政治工作部はイデオロギー教育を強化し、軍人に対して社会主義価値観や忠誠心を養うためのプログラムを実施している。戦時においても指導者の指令に基づき、軍人の士気向上と戦闘力の強化に重視している。軍の中での異常行動や党の指針からの逸脱に対する監視も政治工作部が担当していると思われる。

## 歴史
※2016年1月11日、中国人民解放軍総政治部を改組して創設された。
創設 1927年-1949年
中国共産党が1921年に成立後、中国内戦や日中戦争を経て中華人民共和国が1949年に建国された。この期間に共産党は軍内において政治工作を強化し、軍隊内の党の指導を確立した。
朝鮮戦争 1950年-1953年
朝鮮戦争勃発時、政治工作部は戦時下でのイデオロギー教育や士気向上に注力した。 戦争中に政治工作部は党の指導のもとで軍人の思想を固め、戦局において政治的な統制を維持した。
文化大革命 1966年-1976年
文化大革命期には、政治工作部が部隊を組織し党の方針に忠実な軍人を育成した。しかし革命的熱狂により軍隊内での混乱が生じ、一部の指導者が失脚するなどの影響もあった。
改革開放 1978年ｰ2000年代
改革開放政策の導入後、中国は経済の発展に注力し軍事力の近代化を図った。政治工作部は新しい時代の要求に応じて軍人の専門性向上や現代的なイデオロギー教育に焦点を当てていった。
現代 2000年以降
中国が世界的な大国となる中、政治工作部は国際舞台での役割も増大していき、サイバー戦略や国際的な安全保障問題においても政治工作部は中国の戦略的目標を支える役割を果たしている。

## 傘下機関
- 中国人民革命軍事博物館
- 中国共産党中央軍事委員会政治工作部歌舞団